# Makatite
La makatite è un minerale.